# Coelogynopora sequana
Coelogynopora sequana är en plattmaskart som beskrevs av Sopott-Ehlers 1992. Coelogynopora sequana ingår i släktet Coelogynopora och familjen Coelogynoporidae. Inga underarter finns listade i Catalogue of Life.